# 王俊彦
王 俊彦（繁体字中国語: 王 俊彥、おう しゅんげん、ウェード式：Wang Chun-Yen、ワンチュンイェン、1980年9月15日 - ）は、台湾のソフトテニス選手。

## 来歴
台湾体育学院

## 四大国際大会戦績
- 2003世界ソフトテニス選手権　ダブルス（）　ミックスダブルス（）　シングルス　国別対抗団体戦金メダル
- 2004アジアソフトテニス選手権　ダブルス銀（王俊彦・趙士城）　国別対抗団体戦金
- 2005東アジア競技大会 [1][2]ダブルス金（王俊彦・方同賢）　シングルス金　国別対抗団体戦金
- 2006アジア競技大会[3] シングルス金　国別対抗団体戦銀